# Klatakan (Tanggul)
Klatakan is een bestuurslaag in het regentschap Jember van de provincie Oost-Java, Indonesië. Klatakan telt 8638 inwoners (volkstelling 2010).